# Dragan Gjakonovski-Špato
Dragan Gjakonovski-Špato (mazedonisch Драган Ѓаконовски - Шпато, serbokroatisch: Dragan Đakonovski - Špato; * 11. März (nach anderen Angaben 8. Juli) 1931 in Skopje; † 3. Januar 1987 ebenda) war ein jugoslawischer Komponist, Arrangeur und Bandleader in den Bereichen Tanzmusik und Jazz.

## Leben
Ab 1950 arbeitete Gjakonovski-Špato bei Radio Skopje, wo er das Rundfunk-Tanzorchester gründete und leitete. Er komponierte zahlreiche Musikstücke und schrieb mehr als 5000 Arrangements.

## Familie
Gjakonovski-Špato war mit der Jazz-Sängerin Katica Gjakonovska verheiratet. Sein Sohn ist der in Deutschland lebende Jazzbassist Martin Gjakonovski (* 1970).
Auch sein Vater Vasil Gjakonovski-Špato sowie sein älterer Bruder Hari Gjakonovski-Špato waren Musiker.